# Trogoderma attagenoides
Trogoderma attagenoides is een keversoort uit de familie spektorren (Dermestidae). De wetenschappelijke naam van de soort werd in 1866 gepubliceerd door Francis Polkinghorne Pascoe.